# Polish Juniors 2015
Das Polish Juniors 2015 fand als bedeutendstes internationales Nachwuchsturnier von Polen im Badminton vom 14. bis zum 17. Januar 2015 in Lubin statt. Es war die 26. Auflage der Veranstaltung.

## Sieger und Platzierte
| Disziplin    | Gold                           | Silber                      | Bronze                               |
| ------------ | ------------------------------ | --------------------------- | ------------------------------------ |
| Herreneinzel | Vincent Medina                 | Toma Junior Popov           | Luís Enrique Peñalver                |
| Herreneinzel | Vincent Medina                 | Toma Junior Popov           | Alexandre Hammer                     |
| Dameneinzel  | Maja Pavlinić                  | Lole Courtois               | Vladyslava Lesnaya                   |
| Dameneinzel  | Maja Pavlinić                  | Lole Courtois               | Julie MacPherson                     |
| Herrendoppel | Alexander Dunn Adam Hall       | Bjarne Geiss Daniel Seifert | Aleksander Jabłoński Paweł Śmiłowski |
| Herrendoppel | Alexander Dunn Adam Hall       | Bjarne Geiss Daniel Seifert | Matthew Clare David King             |
| Damendoppel  | Katarina Galenić Maja Pavlinić | Clara Nistad Moa Sjöö       | Jessica Hopton Lydia Jane Powell     |
| Damendoppel  | Katarina Galenić Maja Pavlinić | Clara Nistad Moa Sjöö       | Annika Schreiber Miranda Wilson      |
| Mixed        | Thomas Vallez Delphine Delrue  | Adam Hall Julie MacPherson  | Matthew Clare Jessica Hopton         |
| Mixed        | Thomas Vallez Delphine Delrue  | Adam Hall Julie MacPherson  | Alexandre Hammer Anne Tran           |